# 옌창루역
옌창루역(중국어: 延长路站)은 중국 상하이시 징안구 궁허신루 가도와 다닝루 가도 접경의 궁허 신로와 옌창 중로의 교차로에 위치한 상하이 지하철 1호선의 지하철역이다.
상하이 루밍(路名) 규칙에 따라 연장길(중국 북부 산시(陝西)성 연장현에서 유래)은 상하이 북부에 있다.
상하이의 도로명 명명 규칙에 따라, 상하이 북쪽에 위치하여 옌창로(延长路, 중국 북부 산시성 옌창현)가 붙여졌다.

## 역 인근
- 상하이 대학 옌창 캠퍼스
- 상하이시 제10인민병원 (구 철도병원)

## 연결 교통
46, 79로 구간, 107, 210, 232, 518, 722, 741, 858, 876, 916, 937, 944, 959

## 역 구조

### 층별 구조
| 지면층   | 출구                            | 2-4출구                                 |
| 지하 1층 | 대합실                          | 고객 센터, 자동 매표기, 유인 안내데스크 |
| 지하 2층 | ←                               | ■1호선 푸진루 방면 (상하이마시청)       |
| 지하 2층 | 섬식 승강장, 왼쪽 출입문이 열림 |                                         |
| 지하 2층 | →                               | ■1호선 신좡 방면 (중산베이루)           |

## 출구
|                         |                                                  |  |  |
| 출구 번호               | 출구 위치                                        |  |  |
| 1번 출구                | ×                                                |  |  |
| 2번 출구                | 궁허신로(共和新路) 동측, 옌창로(延长路) 남측     |  |  |
| 3번 출구                | 궁허신로(共和新路) 서측, 옌창중로(延长中路) 남측 |  |  |
| 4번 출구                | 궁허신로(共和新路)서측, 옌창중로(延长中路) 북측  |  |  |
| 아이콘 설명: 엘리베이터 |                                                  |  |  |